# Siyasatnama
Das Siyāsatnāma/Siyāsat-nāme (persisch سیاست‌نامه, Buch der Staatskunst) ist das berühmteste Werk von Nizam al-Mulk (1018–1092), dem seldschukischen Reichskanzler (Wesir) und berühmten Staatsmann des elften Jahrhunderts, der die Nizamiyyah-Schulen im mittelalterlichen islamischen Orient gründete.
Es ist in persischer Sprache verfasst und besteht aus 50 Kapiteln zu Religion, Politik und verschiedenen anderen Themen der Zeit. Das Buch ist ein Ratgeber für Prinzen, eine Art islamischer Machiavelli, mit dessen Discorsi und Il Principe es verglichen wurde.
Die früheste erhaltene Abschrift befindet sich in der Nationalbibliothek von Täbris im Iran. Es ist ein wertvolles und bedeutendes Werk der persischen Literatur. Es wurde in Europa zuerst 1891 durch den Orientalisten Charles Schefer zugänglich gemacht, der zwei Jahre später eine französische Übersetzung folgen ließ. 1960 erschien die deutsche Übersetzung von Karl Emil Schabinger.